# Belarmino
Belarmino (1964) é um documentário português de longa-metragem realizado por Fernando Lopes, sobre o pugilista Belarmino Fragoso.
É um dos primeiros filmes da geração do Novo Cinema português, inspirado pela Nouvelle Vague francesa mas sempre fiel ao neo-realismo, cujo pioneiro no cinema português foi Manuel Guimarães, na década anterior.[carece de fontes?]
O filme estreou no cinema Avis, em Lisboa, a 19 de Novembro de 1964.[carece de fontes?]

## Sinopse
Belarmino é um antigo campeão de boxe, de humildes origens, que teve momentos de glória mas que o capital explorou. Nutre-se agora de memórias, sofre de nostalgia. Vive como um marginal, deambulando pela cidade de Lisboa. Para ganhar a vida é engraxador e pinta fotografias.

## Ficha artística
- Belarmino Fragoso (ele próprio)
- Albano Martins (manager)
- Tony Afonso (pugilista)
- Jean-Pierre Gebler
- Bernardo Moreira
- Mulher e filha de Belarmino

## Festivais
- Festival de Pesaro 1964 (Itália)
- Festival de Salso-Porretta 1964 (Itália)
- Prémio do SNI à Melhor Fotografia (Augusto Cabrita)
- Prémio Bordalo (1964) da Casa da Imprensa, categoria Cinema.[1]